# Ostrau
Ostrau település Németországban, azon belül Szászország tartományban. Lakosainak száma 3463 fő (2022. december 31.). Ostrau Zschaitz-Ottewig, Lommatzsch, Stauchitz, Naundorf, Mügeln és Großweitzschen községekkel határos.

## Népesség
A település népességének változása:
| Lakosok száma | 3840 | 3626 | 3580 | 3500 | 3463 |
|               | 2014 | 2017 | 2019 | 2021 | 2022 |